# TTC RhönSprudel Fulda-Maberzell
Der TTC RhönSprudel Fulda-Maberzell ist ein Tischtennisverein aus dem hessischen Fulda. Seit der Saison 2004/05 spielt der Verein ununterbrochen in der Bundesliga, wo er dreimal Vizemeister wurde.

## Vereinshistorie
Schon Mitte der 1990er Jahre gelang es dem damaligen SV Maberzell sich in der Regionalliga mit einer Mischung aus renommierten, erfahrenen Spielern sowie einheimischen „Youngsters“ zu etablieren. Verpflichtet wurden 1995 die Dänen Lars Hauth und Claus Pedersen.

### Aufstiege in die 2. und 1. Bundesliga
1998 gelang der Aufstieg in die 2. Bundesliga Süd und in den Folgejahren eine Etablierung in der Liga. Die Spielzeit 1999/2000 wurde in einem spannenden Finale am letzten Spieltag mit dem Aufstieg in die 1. Bundesliga abgeschlossen.

### Ein Jahr 1. Bundesliga 2000/01
Da der Zeitpunkt des Aufstiegs (letzter Spieltag) sehr spät kam und auch die finanziellen Möglichkeiten beschränkt waren, stand die erste Saison in der Bundesliga unter keinen guten Vorzeichen. Dennoch gelang es dem Management, ein bundesligataugliches Team zu präsentieren. Der TTC wurde schon frühzeitig von Verletzungspech heimgesucht. Sowohl Smirnov, als auch Ding Yi verletzten sich und konnten die Runde nicht durchspielen. Hinzu kam noch die daraus resultierende Doppelschwäche der Mannschaft (3:13). Viele Spiele wurden unglücklich mit 4:6 verloren. Die Hinrunde endete mit 1:17 Punkten auf dem letzten Platz. Die Rückrunde begann hoffnungsvoll mit einem 6:4-Erfolg über TTC Jülich, jedoch hielten die Probleme an und der TTC stieg am Ende der Saison mit 4:32 Punkten in die 2. Bundesliga ab.

### 2001–2004: 2. Bundesliga Süd
Trotz des Abstiegs konnte Spitzenspieler Ding Yi gehalten werden, neu ins Team kam der Chinese Sun, der Finne Valasti und der Norweger Larsen, sowie mit Schneider und Kosler zwei einheimische Spieler. Im Verlauf der Saison zeichnete sich ein Zweikampf um den einzigen Aufstiegsplatz zwischen dem TTC und dem TTC Karlsruhe-Neureut ab, der erst am letzten Spieltag der Saison im unmittelbaren Aufeinandertreffen der Kontrahenten entschieden wurde. Der TTC unterlag mit 3:9.
Im Folgejahr 2002/03 konnte der TTC nicht in den Kampf um die Aufstiegsplätze eingreifen und belegte einen sicheren Rang im Mittelfeld. In der Spielzeit 2003/04 wurde der TTC erneut im Kampf um die Aufstiegsplätze geschlagen und erreichte am Ende den 2. Rang. In den direkten Duellen hatte der Aufsteiger TSV Gräfelfing jeweils das bessere Ende für sich. In der Saison 2004/05 konnte der Wiederaufstieg in die 1. Bundesliga errungen werden. Das Team blieb ungeschlagen mit einer Bilanz von 40:0 Spielen.

### 1. Bundesliga seit 2005
| Kader der ersten Mannschaft | Kader der ersten Mannschaft | Kader der ersten Mannschaft | Kader der ersten Mannschaft | Kader der ersten Mannschaft | Kader der ersten Mannschaft |
| --------------------------- | --------------------------- | --------------------------- | --------------------------- | --------------------------- | --------------------------- |
| 2008/09                     | Wang                        | Svensson                    | Waldner                     | Feng                        |                             |
| 2009/10                     | Wang                        | Svensson                    | Waldner                     |                             |                             |
| 2010/11                     | Wang                        | Svensson                    | Waldner                     |                             |                             |
| 2011/12                     | Wang                        | Svensson                    | Waldner                     |                             |                             |
| 2012/13                     | Wang                        | Svensson                    | Franziska                   |                             |                             |
| 2013/14                     | Wang                        | Filus                       | Franziska                   | Floritz                     |                             |
| 2014/15                     | Wang                        | Filus                       | Baum                        | Süß                         |                             |
| 2015/16                     | Wang                        | Filus                       | Groth                       | Keinath                     |                             |
| 2016/17                     | Wang                        | Filus                       | Groth                       | Keinath                     |                             |
| 2017/18                     | Wang                        | Filus                       | Groth                       | Keinath                     |                             |
| 2018/19                     | Wang                        | Filus                       | Pucar                       | Keinath                     |                             |
| 2019/20                     | Meng                        | Filus                       | Pucar                       | Keinath                     |                             |
| 2020/21                     | Meng                        | Filus                       | Aruna                       | Lam                         |                             |
| 2021/22                     | Meng                        | Filus                       | Aruna                       | Cassin                      |                             |
| 2022/23                     | Meng                        | Filus                       | Aruna → Wong                | Cassin                      |                             |
| 2023/24                     | Meng                        | Filus                       | Wong                        | Poret                       | Chuang                      |
| 2024/25                     | Meng                        | Filus                       | Ovtcharov                   | Kao                         | Chuang                      |

Zur Saison 2005/06 wurde mit Jan-Ove Waldner, der noch 2004 im Alter von 38 Jahren den vierten Platz bei den Olympischen Spielen erreicht hatte, einer der erfolgreichsten Tischtennisspieler aller Zeiten verpflichtet.
2007 wurde mit Jörgen Persson ein weiterer ehemaliger Welt- und Europameister verpflichtet. Zusammen mit seinem Freund Jan-Ove Waldner bildete er ein legendäres Paar, welches im Doppel an guten Tagen unschlagbar war. Am 25. November 2007 gewannen beide das Doppel gegen Ochsenhausen innerhalb von neun Minuten mit 3:0 Sätzen. 2008 belegte Fulda punktgleich mit Grenzau den vierten Platz und sicherte sich durch die bessere Spieldifferenz – +6 gegenüber +5 – knapp den ersten Einzug in die Playoff-Runde, in der das Team im Halbfinale gegen Düsseldorf ausschied.
Zur Saison 2008/09 wurden Robert Svensson, junger Schwede Newcomer der letzten Saison, und Wang Xi, chinesischer Defensivspezialist, gewonnen. Jörgen Persson verließ den Verein in Richtung Lombard Budapest. Erstmals wurde an der Europäischen Champions-League teilgenommen und auch in den nächsten Jahren gelang wiederholt die Qualifikation für die Playoffs, jedoch kein Einzug ins Finale.
Am Ende der Saison 2011/12 verließ Jan-Ove Waldner nach sieben Jahren den Verein.
Seit der Saison 2012/13 gehörte Fulda zu den größten, allerdings meist glücklosen Konkurrenten des Rekordmeisters aus Düsseldorf: Viermal in Folge gelang der Einzug ins Pokalfinale, in dem Fulda jedes Mal von der Borussia geschlagen wurde, 2014 wurde am Ende der Hauptrunde zum ersten Mal der erste Platz in der Tabelle erreicht, das Endspiel gegen Düsseldorf ging jedoch verloren, genau wie im Jahr darauf. 2015/16 eroberte Fulda am letzten Spieltag die Tabellenführung und schloss die Hauptrunde somit erneut an erster Position ab. In den Play-offs war erneut Düsseldorf Endstation, diesmal im Halbfinale. 2016/17 schied der Verein im Pokalwettbewerb überraschend im Viertelfinale gegen Mühlhausen aus, in der Liga verlor er wieder das Play-off-Finale gegen Düsseldorf. In der Folgesaison gewann Fulda nur sechs der ersten zehn Spiele und stand so vorübergehend nur auf dem sechsten Tabellenplatz, konnte dann aber alle anderen Spiele gewinnen und so noch den zweiten Platz erreichen. Das Play-off-Halbfinale ging allerdings gegen Ochsenhausen verloren, das Pokal-Achtelfinale gegen Werder Bremen.
Für Jonathan Groth kam zur Saison 2018/19 Tomislav Pucar. Der Saisonstart misslang mit vier Siegen aus elf Spielen aber erneut, und trotz einer folgenden 8:1-Serie wurden mit Platz 5 zum ersten Mal seit 2013 die Play-offs verpasst. Nach mehr als zehn Jahren verließ Wang Xi nach dieser Saison den Verein, für ihn rückte der 18-jährige Fan Bo Meng nach. Die vorzeitig abgebrochene Saison 2019/20 wurde auf dem zehnten Rang beendet – die schlechteste Platzierung seit dem Aufstieg. Für Pucar und Thomas Keinath wurden danach Quadri Aruna und Lam Siu Hang verpflichtet, wobei Lam, auch bedingt durch die COVID-19-Pandemie, letztendlich nicht eingesetzt werden konnte. Für ihn kam zur Saison 2021/22 Alexandre Cassin, mit dem zum ersten Mal seit 2018 die Play-offs erreicht werden konnten. Dort ging das Halbfinale gegen Düsseldorf verloren.
Zur Rückrunde der Folgesaison 2022/23 ersetzte Wong Chun Ting Quadri Aruna. Fulda erreichte den elften von zwölf Plätzen, konnte mangels aufstiegswilliger Teams aber die Klasse halten. Danach ersetzte Thibault Poret Alexandre Cassin, zur Rückrunde der Saison 2023/24 schloss sich außerdem Chuang Chih-Yuan dem Verein an.
Im März 2024 wurde Dimitrij Ovtcharovs Wechsel zur Saison 2024/25 bekannt gegeben. Zudem verstärkt sich das Team mit dem 19-jährigen Kao Cheng-Jui aus Taiwan (im März 2024 auf Platz 31 der Weltrangliste). Er soll im Wechsel mit Nationalmannschaftskollege Chuang Chih-Yuan zum Einsatz kommen. Ruwen Filius und Fanbo Meng auf den Positionen drei und vier komplettieren den Kader. Wong Chun Ting und der französische Nachwuchsspieler Thibault Poret verlassen dafür den Verein.

## Erfolge
Deutsche Meisterschaft
- Vizemeister: 2014, 2015, 2017

Deutsche Pokalmeisterschaft
- Vizemeister: 2013, 2014, 2015, 2016

ETTU Cup
- Vizemeister: 2010